# Шат ал-Араб
Шат ал-Араб (на арабски: شط العرب – Шат ал-Араб, „Арабски поток“; на персийски: اروندرود – Арвандруд, „река Арванд“) е голяма река в Ирак и по границата с Иран. Дължина 195 km, водосборен басейн над 1 млн. km². Образува се от сливането на реките Тигър (лява съставяща) и Ефрат (дясна съставяща) при иракския град Ал-Курна, протича по най-ниската част на Месопотамската низина и се влива в Персийския залив на Арабско море чрез делта при иракския град Фао. По цялото си протежение е плавателна, като до град Басра се изкачват морски съдове. Ширината на коритото ѝ е 700 – 1000 m, дълбочина 7 – 20 m. Най-голям приток река Карун (ляв). Среден годишен отток 1500 m³/s, максимален 6 – 8 хил. m³/s, в многоводни години до 10 – 12 хил. m³/s. Шат ал-Араб е с ясно изразено пролетно пълноводие и есеннно маловодие. По здравите брегове на реката растат много финикови палми, които са естествено напоявани по време на разливите. Интензивното използване на водите в басейна на Тигър и Ефрат за селскостопански нужди и за производство на електроенергия водят до покачване на солеността на водата в Шат ал-Араб (след 2010 г. тя превишава 2‰). На реката са разположени иракските градове Басра, Абу ал-Хасиб и Фао и иранските – Хорамшахр и Абадан. През 1980-те години по бреговете на реката се водят дълги и тежки боеве, след като Ирак напада Иран.